# René Brossy
Pour les articles homonymes, voir Brossy.
René Brossy, né le 5 avril 1906 à Paris (France) et mort le 3 décembre 1991 à Senlis (France), est un coureur cycliste français.

## Biographie
Surnommé « Le Friquet » ou « Petit homme », il est décrit comme suit par le journal cycliste La Pédale : « Certes, il est combatif, ce n'est pas un « suceur de roues » que « Le Friquet », mais sachez que lorsqu'il se démène cinquante mètres devant un peloton, ce n'est jamais pour faire du spectacle, mais toujours et uniquement pour se sauver définitivement ».
Après avoir remporté le Paris-Reims en 1927, il termine 52e des Jeux olympiques sur route en 1928. Il est très attendu aux championnats du monde de 1929. L'envoyé spécial de Match à Zurich écrit : "Brossy est le meilleur. Il ne fut pas lui-même l'année dernière. Il paraît, cette année, imbattable chez nous. Il doit être capable d'ajouter son nom au palmarès des championnats du monde". René Brossy termine effectivement troisième aux championnats amateurs sur route à Zurich, le 16 août 1929, après avoir parcouru les 200 kilomètres de la course en un peu plus de 7 heures.

## Palmarès
- 1924
  - Prix Berson pour le C.S. Vitry [5]
- 1925
  - Prix Brunelet
  - Critérium des Comingmen
  - 2e du championnat de France sur route amateurs
- 1926
  - 3e de Paris-Évreux
  - 6e du championnat du monde sur route amateurs
- 1927
  -  Champion de France des sociétés
  - Paris-Reims
  - Paris-Rouen
  - 2e de Paris-Évreux
  - 2e du championnat de France sur route amateurs[6].
  - 5e du championnat du monde sur route amateurs
- 1928
  -  Champion de France des sociétés
  - Paris-Rouen
- 1929
  -  Champion de France sur route amateurs
  - Paris-Dreux
  - Paris-Riva Bella
  - 2e de Paris-Reims
  -  Médaillé de bronze du championnat du monde sur route amateurs
- 1930
  - 3e du Circuit de la Somme
  - 5e du championnat du monde sur route amateurs
  - 7e de Paris-Tours
- 1931
  - 2e du Tour de Haute-Savoie
- 1933
  - 2e du Prix Georges-Parent (course derrière motos, deux manches de 25 km, au Parc des Princes)[7]